# North Concord/Martínez (BART)
North Concord/Martínez es una estación en la línea Pittsburg/Bay Point–SFO/Millbrae del BART. La estación se encuentra localizada en 3700 Port Chicago Highway en Concord, California. La estación North Concord/Martínez fue inaugurada el 16 de diciembre de 1995. El Distrito de Transporte Rápido del Área de la Bahía es la encargada por el mantenimiento y administración de la estación.

## Descripción
La estación North Concord/Martínez cuenta con 1 plataforma central y 2 vías. La estación también cuenta con 1,977 de espacios de aparcamiento.

## Conexiones
La estación es abastecida por las siguientes conexiones de autobuses: 
- County Connection: Ruta 28, 17, 628 (servicio limitado). Sin servicio de autobuses los fines de semana.